# 维勒蒙图瓦尔
维勒蒙图瓦尔（法語：Villemontoire，法語發音：[vilmɔ̃twaʁ]）是法国上法蘭西大區埃纳省的一个市镇，属于苏瓦松区。

## 地理
维勒蒙图瓦尔（49°17'57"N, 3°19'58"E）面积7.65 平方千米，位于法国上法蘭西大區埃纳省，该省份为法国北部内陆省份，北起北部省，西接索姆省和瓦兹省，东临阿登省和马恩省，西南至塞纳-马恩省，东北部与比利时接壤。
与维勒蒙图瓦尔接壤的市镇（或旧市镇、城区）包括：比藏西、阿尔泰讷和托、帕尔西和蒂尼、维耶尔济、贝尔努瓦堡。

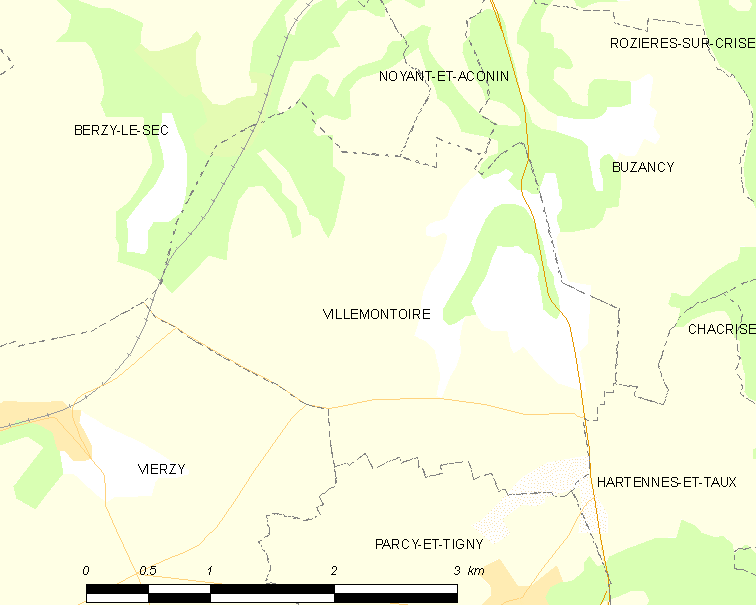
维勒蒙图瓦尔的OSM定位图

维勒蒙图瓦尔的时区为UTC+01:00、UTC+02:00（夏令时）。

## 行政
维勒蒙图瓦尔的邮政编码为02210，INSEE市镇编码为02804。

## 政治
维勒蒙图瓦尔所属的省级选区为维莱科特雷县。

## 人口

1962-2008年间维勒蒙图瓦尔人口变化图示

维勒蒙图瓦尔于2022年1月1日时的人口数量为210人。